# 2379 Heiskanen
2379 Heiskanen este un asteroid din centura principală, descoperit pe 21 septembrie 1941 de Yrjö Väisälä.